# Pobre Diablo (Argentina)
Pobre Diablo es una localidad ubicada en el distrito de Rama Caída, departamento San Rafael provincia de Mendoza, Argentina. 
Se halla ubicada en el cruce de la Ruta Nacional 143 y la Ruta Provincial 173, en uno de los dos accesos de la ciudad de San Rafael desde el sur, atravesando el río Diamante.
Es un barrio de nivel socioeconómico bajo. 
Su nombre lo debe a Manuel López un soldado que se afincó en el lugar tras el final de la Campaña del Desierto. Él como tantos otros soldados era un paisano de mal vivir llevado por la fuerza a la guerra, tras la cual volvían andrajosos y sin dinero, por lo que se lo terminó conociendo como Pobre Diablo.